# 太平湖車両基地
座標: 北緯36度54分54.90秒 東経116度21分47.39秒 / 北緯36.9152500度 東経116.3631639度
太平湖車両基地(たいへいこしゃりょうきち、ダーピンフーしゃりょうきち)は、中華人民共和国北京市西城区に存在する北京地下鉄の車両基地。2号線の車両(DKZ16型)が所属している。西直門駅と積水潭駅の間に出入庫線がある。1982年に使用が開始された。